# Maria di Romania (regina consorte)
Maria di Romania (coniugata in serbo cirillico: Марија Карађорђевић; Gotha, 6 gennaio 1900 – Chelsea, 22 giugno 1961) è stata regina consorte dei Serbi, Croati e Sloveni dal 1922 al 1929 e regina consorte di Jugoslavia dal 1929 al 1934, come moglie di Alessandro I.

## Biografia

### Infanzia

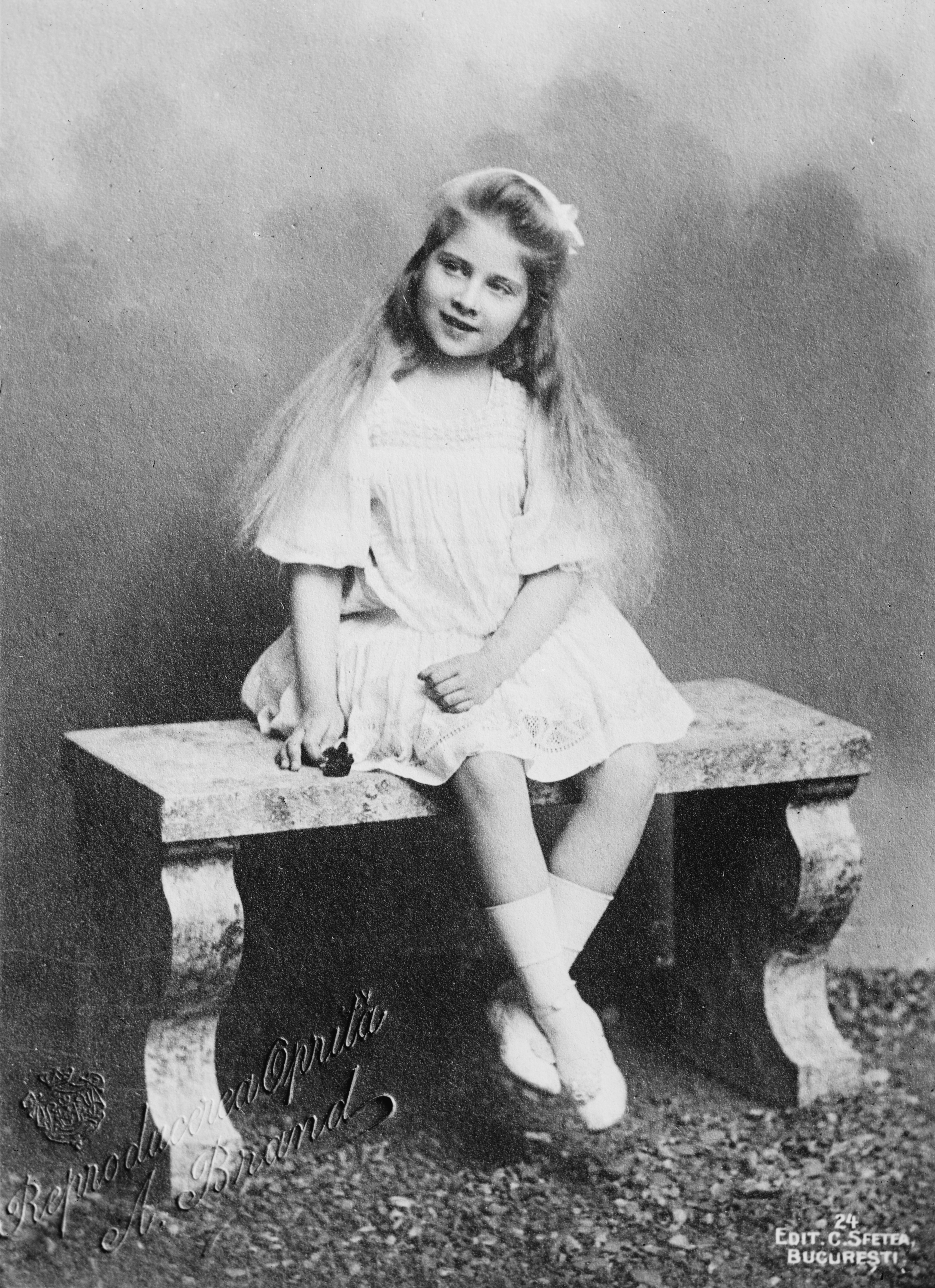
La principessa Maria da piccola.

Maria nacque a Gotha il 6 gennaio 1900, terzogenita di Ferdinando di Romania e di Maria di Edimburgo, nonché nipote della regina Vittoria; nel novembre 1888 il padre Ferdinando era stato designato erede al trono rumeno dallo zio Carlo I, re di Romania, infatti la Principessa fu educata da istitutori rumeni, crescendo secondo la fede ortodossa. In famiglia veniva chiamata Mignon, come la protagonista dell'omonima opera lirica di cui la madre era appassionata. Aveva due fratelli, Carol, Nicola e Mircea, morto a tre anni, e due sorelle, ovvero Elisabetta ed Ileana.
Il 10 ottobre 1914 Carlo I di Romania morì e così il nipote Ferdinando gli successe quale Re di Romania. Due anni più tardi il paese aderì alla Prima guerra mondiale, a fianco di Regno Unito, Francia e Russia, combattendo così sul fronte le truppe austro-ungariche e bulgare. Durante il conflitto, Maria, assieme alla madre, la regina, servì come infermiera .

### Matrimonio

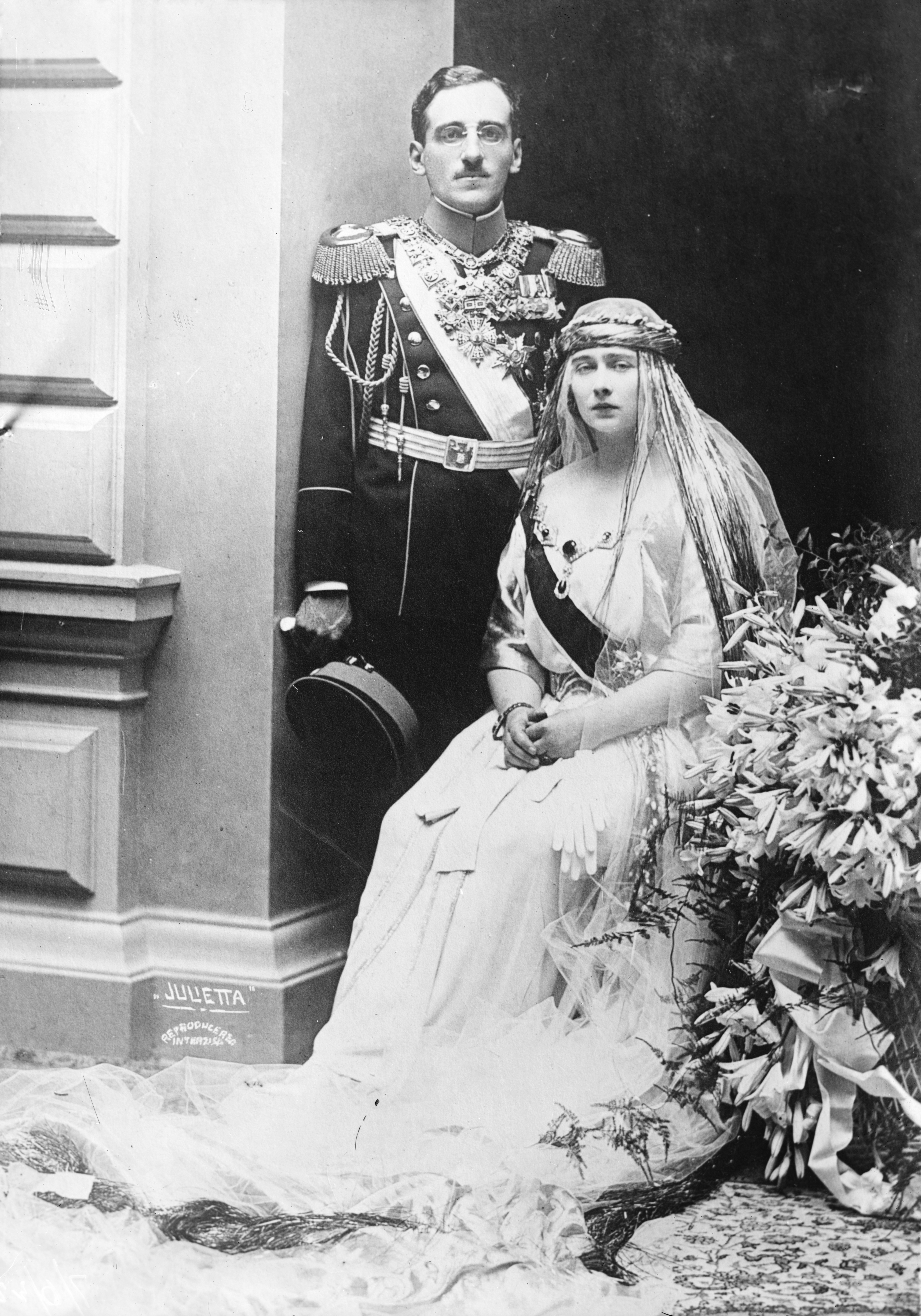
Alessandro e Maria il giorno del loro matrimonio, nel 1922.

La Casa reale rumena trascorreva l'estate e le vacanze presso il Castello di Peleș, vicino alla città di Sinaia; in occasione del Natale, nel 1921, fu ospitato Alessandro I, re dei Serbi, dei Croati e degli Sloveni. Maria ed Alessandro si innamorarono ed il giorno del compleanno della principessa, re Ferdinando concesse la mano della figlia al sovrano serbo .
Le nozze furono celebrate l'8 giugno 1922 nella Cattedrale di San Michele Arcangelo, Belgrado, evento che rappresentò una grande importanza politica riguardo alle relazioni internazionali del tempo , Maria difatti era divenuta Regina consorte dei Serbi, Croati e Sloveni, poi di Jugoslavia; il testimone di nozze fu Alberto, duca di York , in rappresentanza della famiglia reale inglese, accompagnato dalla moglie, la duchessa Elizabeth, imparentato con la sposa visto che entrambi discendevano da Vittoria di Gran Bretagna. La coppia ebbe tre figli maschi.

### Regina di Jugoslavia

#### Primi anni di regno
La regina Maria si dedicava alle opere caritative , collaborando col patriarcato ortodosso e col clero della cattedrale della capitale jugoslava. Alessandro I aveva progettato la costruzione di un Complesso Reale, nella periferia di Belgrado, vissuta dalla Regina quando il marito era impegnato negli affari politici o quando si trovava all'estero. Trascorreva inoltre molto tempo a Oplenac, dove il defunto suocero Pietro aveva costruito il mausoleo reale dei Karađorđević, assieme ai contadini locali, che costituivano la maggior parte della servitù della residenza reale. Maria era solita partecipare ai lavori nei campi, intrattenendosi nelle case della gente comune, indossando anche i costumi tradizionali della zona . 
Aprì scuole rurali per concedere un'istruzione anche ai figli dei contadini e istituì borse di studio per permettere l'accesso all'università ai ragazzi più poveri, collaborando con organizzazioni religiose e creando fondazioni per dare supporto a famiglia in difficoltà . Nel 1923 Maria diede alla luce Pietro, l'erede al trono, poi nel 1928 Tomislav e nel 1929 infine Andrea; il primogenito aveva preso un nome tipico della dinastia dei Karađorđević e molto usato dal popolo serbo, nonché quello del nonno paterno, il sovrano Pietro I, mentre Tomislav in onore della tradizione croata mentre Andrea in onore di quella slovena. Alessandro e Maria volevano sottolineare l'unità della nazione jugoslava e la considerazione che la famiglia reale aveva nei confronti del popolo .
Nel 1929 il Re fece costruire un'ulteriore residenza, ovvero il Palazzo Reale, nei pressi di Belgrado, in cui la famiglia reale si trasferì, pur frequentando le tenute di Oplenac, dove Maria lasciava che i principi reale frequentassero i bambini dei contadini . Grazie alla sua dedizione ai poveri ed alla vita umile, la Regina divenne molto popolare tra i sudditi e di conseguenza accrebbe in un primo momento anche la popolarità del marito, il re, che, anche assieme ai figli, faceva passeggiate o visite in varie città del regno, per incontrare il popolo .

#### Vedovanza
Il 9 ottobre 1934, re Alessandro si recò in visita di stato a Marsiglia, accompagnato dal Ministro degli Esteri francese, entrambi però furono assassinati da un rivoluzionario bulgaro che era membro di un'organizzazione separatista macedone; il figlio Pietro aveva solo undici anni e così il cugino del defunto re Alessandro, il principe Paolo, assunse la reggenza e la regina Maria, vedova e ancora impegnata nell'istruzione dei figli, cercò sempre di preservare i diritti al trono del figlio, formalmente Re di Jugoslavia. Il Principe Paolo stabilì un appannaggio pari a 6 milioni di dinari mensili per la Regina e per i propri figli, ma Maria ne usufruì solo un quarto, versando il resto in beneficenza . La prima uscita pubblica di Maria dopo la scomparsa del marito, fu durante una campagna sanitaria contro la tubercolosi, una delle tante iniziative di cui la Regina dava il proprio patrocinio e denaro.
La morte del marito così amato contribuì a danneggiare la salute di Maria, che si era già manifestata cagionevole , soffriva di dolori alle articolazioni e si stava curando da tempo. Nel 1938 comprò una casa a Gransden, nel Bedfordshire, a soli sessanta chilometri da Londra, e si trasferì nel 1939, portando con sé i figli più piccoli, lasciando Pietro, re di Jugoslavia, a Belgrado. Alcuni dissero che la regina Maria decise di partire a causa dei forti dissapori col Principe Paolo e la moglie, Olga di Grecia, ma ufficialmente la causa dell'allontanamento fu legato alla salute .

#### Seconda guerra mondiale
Il Reggente si avvicinò all'Italia fascista e alla Germania nazista; nel 1941 per paura di una possibile invasione tedesca e uno scarso conseguente aiuto da parte degli inglesi, Paolo aderì il 25 marzo al Patto Tripartito, a fianco dell'Italia e della Germania, oltre che dell'Ungheria, della Bulgaria e della Romania, dove allora governava il nipote della regina Maria, Michele I. Il 27 marzo Pietro II partecipò ad un colpo di stato il quale previse la deposizione di Paolo e la restituzione dei pieni poteri al sovrano e l'uscita del paese dall'alleanza italo-tedesca. Dopo tutto ciò, il 6 aprile la Luftwaffe, aviazione tedesca, bombardò la capitale e poco dopo invase il paese che in una settimana cadde sotto le loro mani; re Pietro lasciò la nazione e nel giugno dello stesso anno giunse, in esilio, a Londra dove fu costituito il governo in esilio.
Maria avrebbe voluto ritornare in patria, specialmente a Belgrado, per stare al fianco del suo popolo, ma i problemi di salute non glielo permisero. La Regina però collaborò con la Croce Rossa per inviare viveri e vestiti ai prigionieri jugoslavi, detenuti nei campi di prigioni in Germania, Italia, Polonia e Norvegia. Perché le autorità naziste non venisse a conoscere che a inviare gli aiuti fosse un membro della casa reale, sui pacchi come mittente si indicava Mary Djordjevic, nome che i prigionieri comprendevano che si trattasse di Sua maestà . Maria non usufruì dei privilegi che le spettavano quale membro della famiglia reale britannica, essendo pronipote della regina Vittoria, vivendo con il minimo indispensabile, come faceva il resto della popolazione in tempo di guerra . Il 29 novembre 1945, l'Assemblea costituente della neonata Repubblica Socialista Federale di Jugoslavia destituì ufficialmente la monarchia.

### Ultimi anni e morte

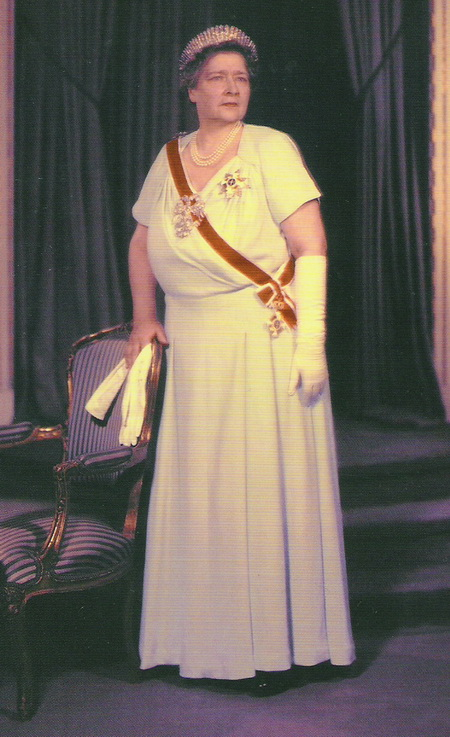
Regina Maria in esilio.

Nel 1947 la Jugoslavia comunista revocò alla Regina la cittadinanza jugoslava e confiscò tutte le proprietà: nel 1946 si trasferì nel Kent, dove abitò con i figli più giovani, Tomislav ed Andrea, conducendo una vita ritirata, impegnata sempre nel lavoro dei campi, alternando inoltre alcuni soggiorni nella capitale inglese dove aveva acquistato una casa nel quartiere di Chelsea. Appassionata di arte, all'età di 50 anni si iscrisse alla Byam Shaw School of Art e si dedicò alla pittura e alla scultura, esponendo le proprie opere in diverse mostre . Continuò a mantenere rapporti di collaborazione con la Croce Rossa e con diverse organizzazioni caritative nel Regno Unito, finanziando la chiesa serbo-ortodossa di San Sava a Londra e collaborando col clero lì presente, per le necessità della comunità jugoslava in Gran Bretagna.
La sua salute continuò a essere minata dai dolori articolari e dai reumatismi. Maria, a causa di una paralisi della parte sinistra del corpo, trascorse gli ultimi anni di vita immobile a letto nella casa di Chelsea, dove morì nel sonno il 22 giugno 1961. Ai funerali presero parte migliaia di persone; fu inumata nel Royal Burial Ground, prossimo al Castello di Windsor. Il 26 aprile 2013 il corpo della sovrana è stata esumato e, il 26 maggio 2013, fu tumulato nel mausoleo reale dei Karađorđević a Oplenac, nella città di Topola.

## Discendenza

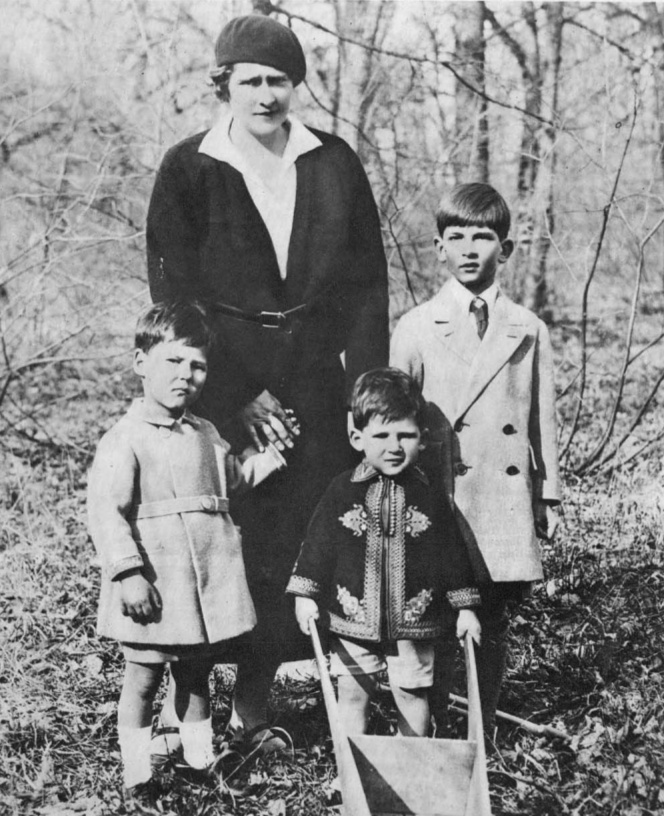
La regina Maria assieme ai figli.

Maria di Romania e Alessandro I di Jugoslavia ebbero tre figli:
- Pietro (1923-1970), ultimo re di Jugoslavia;
- Tomislavo (1928-2000), principe di Jugoslavia;
- Andrea (1929-1990).

## Titoli e trattamento
- 9 gennaio 1900 - 8 giugno 1922: Sua Altezza Reale, la Principessa Maria di Romania
- 8 giugno 1922 - 6 gennaio 1929: Sua Maestà, la Regina dei Serbi, Croati e Sloveni
- 6 gennaio 1929 - 9 ottobre 1934: Sua Maestà, la Regina di Jugoslavia
- 9 ottobre 1934 - 22 giugno 1961: Sua Maestà, la Regina Maria di Jugoslavia

## Ascendenza
|                                      |                                   |                                     | Genitori                              |  |  | Nonni |  |  | Bisnonni                                  |  |  | Trisnonni                         |  |
|                                      |                                   |                                     |                                       |  |  |       |  |  | Carlo Antonio di Hohenzollern-Sigmaringen |  |  | Carlo di Hohenzollern-Sigmaringen |  |
|                                      |                                   |                                     |                                       |  |  |       |  |  | Carlo Antonio di Hohenzollern-Sigmaringen |  |  | Carlo di Hohenzollern-Sigmaringen |  |
|                                      |                                   | Maria Antonietta Murat              |                                       |  |  |       |  |  | Carlo Antonio di Hohenzollern-Sigmaringen |  |  |                                   |  |
| Leopoldo di Hohenzollern-Sigmaringen |                                   |                                     |                                       |  |  |       |  |  | Carlo Antonio di Hohenzollern-Sigmaringen |  |  |                                   |  |
|                                      |                                   | Giuseppina di Baden                 | Carlo II di Baden                     |  |  |       |  |  |                                           |  |  |                                   |  |
|                                      |                                   | Giuseppina di Baden                 | Carlo II di Baden                     |  |  |       |  |  |                                           |  |  |                                   |  |
|                                      |                                   | Giuseppina di Baden                 | Stefania di Beauharnais               |  |  |       |  |  |                                           |  |  |                                   |  |
| Ferdinando I di Romania              |                                   | Giuseppina di Baden                 |                                       |  |  |       |  |  |                                           |  |  |                                   |  |
|                                      |                                   | Ferdinando II di Portogallo         | Ferdinando di Sassonia-Coburgo-Kohary |  |  |       |  |  |                                           |  |  |                                   |  |
|                                      |                                   | Ferdinando II di Portogallo         | Ferdinando di Sassonia-Coburgo-Kohary |  |  |       |  |  |                                           |  |  |                                   |  |
|                                      |                                   | Ferdinando II di Portogallo         | Maria Antonia di Koháry               |  |  |       |  |  |                                           |  |  |                                   |  |
| Antonia di Portogallo                |                                   | Ferdinando II di Portogallo         |                                       |  |  |       |  |  |                                           |  |  |                                   |  |
|                                      |                                   | Maria II di Portogallo              | Pietro I del Brasile                  |  |  |       |  |  |                                           |  |  |                                   |  |
|                                      |                                   | Maria II di Portogallo              | Pietro I del Brasile                  |  |  |       |  |  |                                           |  |  |                                   |  |
|                                      |                                   | Maria II di Portogallo              | Maria Leopoldina d'Austria            |  |  |       |  |  |                                           |  |  |                                   |  |
| Maria di Romania                     |                                   | Maria II di Portogallo              |                                       |  |  |       |  |  |                                           |  |  |                                   |  |
|                                      | Alberto di Sassonia-Coburgo-Gotha | Ernesto I di Sassonia-Coburgo-Gotha |                                       |  |  |       |  |  |                                           |  |  |                                   |  |
|                                      | Alberto di Sassonia-Coburgo-Gotha | Ernesto I di Sassonia-Coburgo-Gotha |                                       |  |  |       |  |  |                                           |  |  |                                   |  |
|                                      | Alberto di Sassonia-Coburgo-Gotha | Luisa di Sassonia-Gotha-Altenburg   |                                       |  |  |       |  |  |                                           |  |  |                                   |  |
| Alfredo di Sassonia-Coburgo-Gotha    | Alberto di Sassonia-Coburgo-Gotha |                                     |                                       |  |  |       |  |  |                                           |  |  |                                   |  |
|                                      |                                   | Vittoria del Regno Unito            | Edoardo Augusto di Hannover           |  |  |       |  |  |                                           |  |  |                                   |  |
|                                      |                                   | Vittoria del Regno Unito            | Edoardo Augusto di Hannover           |  |  |       |  |  |                                           |  |  |                                   |  |
|                                      |                                   | Vittoria del Regno Unito            | Vittoria di Sassonia-Coburgo-Saalfeld |  |  |       |  |  |                                           |  |  |                                   |  |
| Maria di Edimburgo                   |                                   | Vittoria del Regno Unito            |                                       |  |  |       |  |  |                                           |  |  |                                   |  |
|                                      |                                   | Alessandro II di Russia             | Nicola I di Russia                    |  |  |       |  |  |                                           |  |  |                                   |  |
|                                      |                                   | Alessandro II di Russia             | Nicola I di Russia                    |  |  |       |  |  |                                           |  |  |                                   |  |
|                                      |                                   | Alessandro II di Russia             | Carlotta di Prussia                   |  |  |       |  |  |                                           |  |  |                                   |  |
| Maria Aleksandrovna di Russia        |                                   | Alessandro II di Russia             |                                       |  |  |       |  |  |                                           |  |  |                                   |  |
|                                      |                                   | Maria d'Assia e del Reno            | Luigi II d'Assia e del Reno           |  |  |       |  |  |                                           |  |  |                                   |  |
|                                      |                                   | Maria d'Assia e del Reno            | Luigi II d'Assia e del Reno           |  |  |       |  |  |                                           |  |  |                                   |  |
|                                      |                                   | Maria d'Assia e del Reno            | Guglielmina di Baden                  |  |  |       |  |  |                                           |  |  |                                   |  |
|                                      |                                   | Maria d'Assia e del Reno            |                                       |  |  |       |  |  |                                           |  |  |                                   |  |